# ФК Љубљана (1935—1941)
СК Љубљана је био словеначки фудбалски клуб који је настао 1936. године Клуб је основан априла 1936. године на бази фудбалске секције Приморја. СК Љубљана је распуштен 1941. године, када је у Југославији избио Други светски рат.Клуб се четири пута такмичио у југословенском националном првенству без запаженијих успеха: у сезони 1936. која се играла по куп систему дошла је до полуфинала где је два пута поражена од БСК-а истим резултатом, 3:1, затим у сезони 1936/37. заузима осму позицију од 10 тимова, у сезони 1937/38. заузима девету позицију од 10 тимова, а у последњој сезони коју је одиграла у првој лиги Краљевине Југославије (1938/39), заузела је девето место од 12 тимова.
Клуб је престао са радом током Другог светског рата, a након завршетка Другог светског рата клуб је 1945. обновљен и после више мењања имена, данас игра као НК Олимпија Љубљана.